# 桑原安治
桑原安治（くわばら やすはる、1908年ー1985年12月26日）は、日本の眼科医。

## 略歴
埼玉県出身。1932年慶應義塾大学医学部卒、37年「色神の時間刺戟閾價に関する研究」で医学博士。東京医科大学眼科教授。1962年慶応義塾大学医学部眼科教授となる。74年定年、東海大学医学部教授、白内障研究所所長、桑原眼科クリニック院長を務めた。

## 著書
- 『可動性義眼手術』日本医書出版(図解手術叢書)　1951
- 『眼症状と中枢神経疾患』医学書院 (綜合医学新書 1953
- 『内科医のための眼底図譜』第1-2　中外医学社 1962
- 『角膜移植の臨床』南山堂 1966
- 『実際眼科手術書』南山堂 1968
- 『白内障吸引法』医学書院 1970
- 『白内障』1975 岩波新書
- 『眼とこころ 白内障夢物語』未来社 1983